# Ziswingen
Ziswingen ein Gemeindeteil der Gemeinde Mönchsdeggingen im schwäbischen Landkreis Donau-Ries in Bayern.

## Geografie
Das Dorf Ziswingen liegt im Tal des Bautenbaches, einem Nebenfluss der Eger, auf einer Höhe von 424 m ü. NHN am Südrand des Nördlinger Rieses in der Region Augsburg.

## Geschichte
Rings um Ziswingen befanden sich zahlreiche Siedlungen aus der Zeit der Linearbandkeramik, der Bronzezeit, der Hallstattzeit, der Latènezeit und der römischen Kaiserzeit, die als Bodendenkmale geschützt sind.
Ziswingen gehörte bis 1441 zum Oberamt Alerheim der Grafen von Oettingen.
Das bayerische Urkataster zeigt Ziswingen in den 1810er Jahren mit 44 Herdstellen und zwei Mühlen.
Am 1. Januar 1972 wurde das bis dahin selbstständige Ziswingen in die Gemeinde Mönchsdeggingen eingegliedert. Die Gemeinde besaß das oben wiedergegebene eigene Wappen.

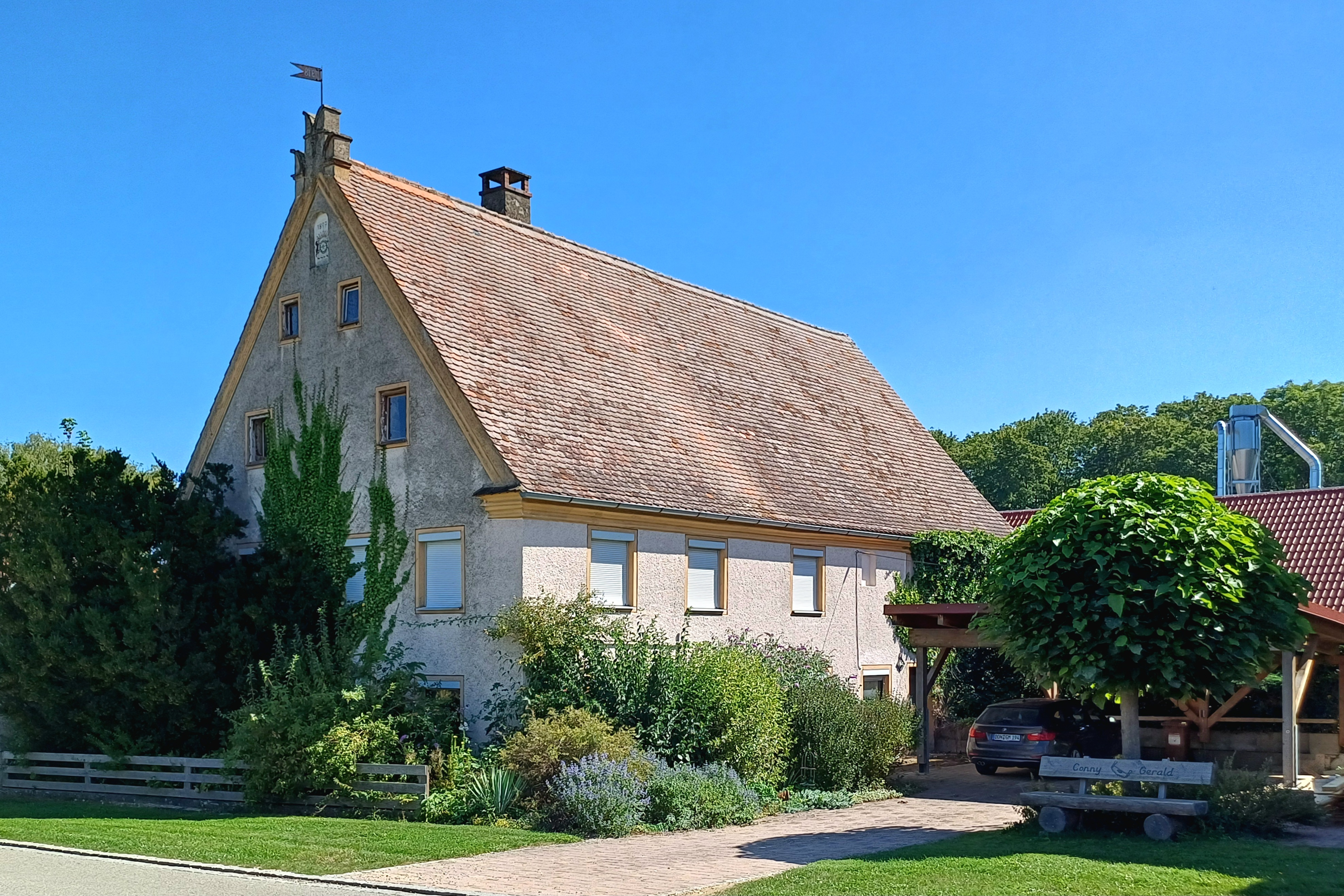
Untermühle Ziswingen

Als Baudenkmale sind im Ort nur die 1785/86 neu errichtete Untermühle und ein Nebengebäude der ehemaligen Pulvermühle aus dem 18. Jahrhundert erhalten und geschützt.
Östlich der Untermühle befand sich am Aufstieg zum Kreuzberg bis in die 1980er Jahre ein Steinbruch. Nach dessen Auflassung begann man das Gelände als Restmülldeponie nachzunutzen. Mitte der 2010er Jahre wurde die Deponie aus naturschutzrechtlichen Gründen geschlossen und ein Betretungsverbot empfohlen.

## Vereine
- Freiwillige Feuerwehr Ziswingen
- Schützenverein Eintracht Ziswingen
- Theaterverein Ziswingen